# 伊藤奈美 (チアリーダー)
砂川 奈美（いさがわ なみ、旧姓：伊藤、1991年1月23日 - ） は、京都市出身のチアリーダー。
2016年より、NFLのニューヨーク・ジェッツのチアリーダー「フライトクルー」のメンバーを務める。身長155センチ、血液型はB型。同志社大学政策学部卒業。楽天ニューヨーク支社勤務（2016年 - 現在）。

## 来歴
幼少期をドイツ・スウェーデンで過ごす。中学時代は、バレーボール部に所属。同志社国際高等学校時代にアメリカンフットボールに出会い、アメリカンフットボールのマネージャーとして高校3年間活動。
大学時に、社会人アメリカンフットボールXリーグ「アズワンブラックイーグルス」として2009-2011シーズン、3年間活動。就職を機に、東京に上京。社会人アメリカンフットボールXリーグ「鹿島ディアーズ」2013‐2014シーズン　、「リクシルディアーズ」2014-2015シーズン、チアリーダーとして2年間活動。一般社団法人プロフェッショナルチアリーディング協会　オールスタープロチアリーダーズ として、2014-2016シーズン、2年間活動。
2016年より、NFLのニューヨーク・ジェッツのチアリーダー「フライトクルー」の一員となる。
2018年7月16日、Xリーグ「オービックシーガルズ」選手の砂川敬三郎と同年6月14日に結婚したことを明かした。
2019年9月よりNBAゴールデンステート・ウォリアーズに合格し、ウォリアーズダンスチームの一員となる。
2021年より長崎ヴェルカ設立にともないチアディレクターとしてチアリーディングチームヴェルチアを立ち上げたが、2022年7月双方合意の上退任。